# Kijewo (Varmie-Mazurie)
Pour les articles homonymes, voir Kijewo.
Kijewo est un village polonais du district administratif d'Olecko, dans le powiat d'Olecko, voïvodie de Varmie-Mazurie, au nord-est du pays.
Il est situé à environ 13 km au sud d'Olecko et à 133 km à l'est de la capitale régionale Olsztyn.

## Histoire
Jusqu'en 1945, Kiöwen fait partie de l'arrondissement d'Oletzko (de 1933 à 1945 : arrondissement de Treuburg) dans le district de Gumbinnen de la province prussienne de Prusse-Orientale.